# Nunzio Scarano
Nunzio Scarano (* 1952 in Salerno, Italien) ist ein italienischer katholischer Prälat und war Rechnungsprüfer der Güterverwaltung des Apostolischen Stuhls.

## Leben
Scarano wuchs in Süditalien auf. Nach seinem Schulabschluss und Studium arbeitete er zunächst als Bankkaufmann, wo er bei der Banca d’America e d’Italia, die dann von der Deutschen Bank übernommen wurde, beschäftigt war. 1987 wurde er als sogenannter Spätberufener zum Priester geweiht. Im Range eines Prälaten arbeitete er später als Rechnungsprüfer der vatikanischen Güterverwaltung. Ende Juni 2013 wurde Nunzio Scarano beurlaubt, nachdem seine Vorgesetzten über die Ermittlungen der Staatsanwaltschaft gegen ihn informiert wurden.

## Geldwäscheaffäre

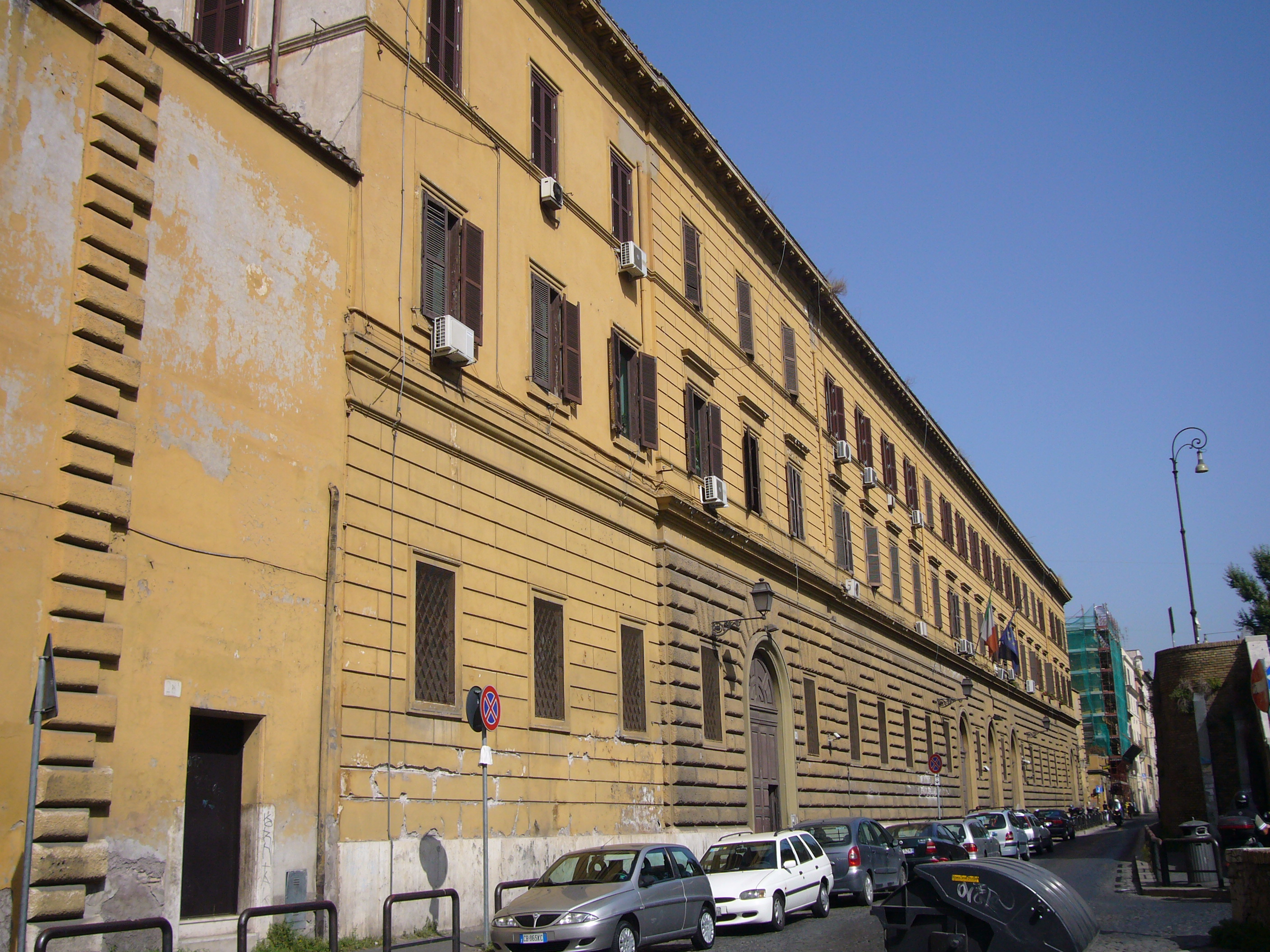
Fassade des Gefängnisses »Regina Coeli« (it., Himmelskönigin) in der »Via della Lungara« im römischen Stadtteil Trastevere, in das Nunzio Scarano nach seiner Festnahme am 28. Juni 2013 eingeliefert wurde.

Seinen Spitznamen Monsignor 500 erhielt Don Nunzio Scarano, weil er laut Repubblica stets 500-Euro-Banknoten zur Verfügung hatte. Der Geistliche soll befreundeten Unternehmern angeboten haben, die Banknoten gegen Verrechnungsschecks zu tauschen. Sein Anwalt Silverio Sica bestritt im italienischen Fernsehsender »Sky« jede kriminelle Energie. Gegen Scarano läuft schon ein Verfahren in Salerno wegen Geldwäsche über eines seiner Konten bei der Vatikanbank; er soll 560.000 Euro im Jahr 2009 von seinem Konto nach Italien geschleust haben, um damit eine Hypothek auf sein Haus in Salerno zu bezahlen.
Scarano soll nicht nur über anonyme Konten bei der Vatikanbank IOR, bei Unicredit und MPS verfügt haben, sondern auch Millionen Euro auf Konten der Schweizer UBS in Lugano transferiert haben. Diese ist dem Zugriff der italienischen Behörden entzogen. In diesem Zusammenhang, und weil er seinen aufwendigen Lebenswandel nicht mit dem bescheidenen Gehalt eines Prälaten hätte finanzieren können, wurde die Staatsanwaltschaft auf Monsignore Scarano aufmerksam. Der Corriere della Sera berichtete von 20 Millionen Euro Bargeld, die der Prälat mit Hilfe eines italienischen Geheimdienstmitarbeiters aus der Schweiz einfliegen lassen wollte.
Der ehemalige Agent Giovanni Maria Zito des italienischen Geheimdienstes AISA sollte das Geld daraufhin in einem Regierungsflugzeug nach Rom bringen. Der ermittelnde Staatsanwalt Rossi erklärte dagegen, es habe sich um ein Privatflugzeug gehandelt. Der Plan scheiterte, weil der mit der Verwaltung der Gelder in der Schweiz beauftragte Finanzdienstleister Giovanni Carenzio sich nach einer anfänglichen Zusage geweigert haben soll, das Geld zu übergeben. Der Agent und der Finanzdienstleister wurden ebenfalls festgenommen. Nach den Erkenntnissen der Ermittler soll es sich bei diesem Bargeldvermögen um unversteuerte Gelder der sogenannten „Salerno-Brüder“ Paolo, Cesare und Maurizio D’Amico handeln, die von Rom aus eine Öltankerflotte betreiben.
Der Generaldirektor der Vatikanbank IOR, Paolo Cipriani, und sein Stellvertreter Massimo Tulli haben am 1. Juli 2013 ihren Rücktritt erklärt.
Ihre Amtsgeschäfte soll vorerst der Deutsche Ernst von Freyberg übernehmen. Freyberg war im Februar 2013 – damals amtierte noch Benedikt XVI. – als Aufsichtsrats-Präsident des IOR (»Presidente del Consiglio di Sovrintendenza«) berufen worden, um die IOR zu reformieren.
Unterdessen gab der Sprecher des Vatikans Pater Federico Lombardi bekannt, das Vermögen von Nunzio Scarano auf den Konten der IOR sei eingefroren worden; außerdem könnten die Untersuchungen auf weitere Personen, die in diesem Zusammenhang verdächtig sind, ausgeweitet werden. Die unabhängige Finanzberaterfirma Promontory Financial Group wurde beauftragt, eine umfassende Untersuchung aller Kundenkontakte der Vatikanbank auf Geldwäsche durchzuführen. Anfang August 2013 stellte der Staatsanwalt des Heiligen Stuhls wegen dieser Geldwäsche-Affäre zum ersten Mal in der Geschichte ein Rechtshilfeersuchen an die Republik Italien.
Ende Oktober 2013 wurde Scarano aus der Haft in sein Haus in Salerno entlassen und dort unter Arrest gestellt. Im Januar 2014 wurde die Anklage um weitere Vorwürfe der Geldwäsche und des Spendenbetrugs erweitert, ein erneuter Haftbefehl wurde erlassen.
Im Januar 2016 wurde Scarano von einem Strafgericht in Rom vom Vorwurf der Korruption freigesprochen, erhielt jedoch wegen Falschbeschuldigung eine zweijährige Haftstrafe, die auf Bewährung ausgesetzt wurde. Er hatte Zito vorgeworfen, einen Scheck über 200.000 Euro gestohlen zu haben, den er dem Ex-Agenten nach Überzeugung des Gerichts in Wahrheit aber selbst übergeben hatte. Das Verfahren wegen Geldwäsche in Salerno war zum Zeitpunkt der Verurteilung noch anhängig. Im Februar 2019 wurde das römische Urteil, gegen das Scarano Berufung eingelegt hatte, von der Berufungsinstanz noch weiter verschärft. Die Richter bestätigten nicht nur die Verurteilung der Vorinstanz, sondern sprachen Scarano zusätzlich auch wegen des in der ersten Instanz fallengelassenen Vorwurfs der Korruption schuldig und verurteilten ihn zu drei Jahren Haft. Das Urteil ist noch nicht rechtskräftig und kann erneut angefochten werden.